# John Radford
Pour les articles homonymes, voir Radford.
John Radford est un footballeur anglais né le 22 février 1947 à Hemsworth, Yorkshire.

## Biographie

### En club
Il a passé la majeure partie de sa carrière à Arsenal (482 matchs pour 149 buts). Il y a fait ses débuts le 21 mars 1964 contre West Ham qui est son seul match de la saison avec l'équipe première. Il se fait remarquer l'année suivante en devenant le plus jeune joueur des Gunners à réaliser un hat-trick (contre les Wolverhampton Wanderers le 2 janvier 1965) à l'âge de 17 ans et 315 jours, record toujours en cours.
Radford aida Arsenal à gagner la Coupe UEFA en 1970 et le doublé FA Cup et la League en 1971. À la suite d'une blessure, il ne fut plus titulaire, et quitta le club pour West Ham United en 1976. Après deux saisons, il rejoignit les Blackburn Rovers, puis le Bishop's Stortford avant de prendre sa retraite.

### En sélection
Il fut sélectionné deux fois en équipe d'Angleterre de football, mais n'a jamais marqué.

## Palmarès
- Coupe des villes de foires :
  - Vainqueur : 1970.
- Championnat d'Angleterre :
  - Champion : 1971.
- Coupe d'Angleterre :
  - Vainqueur : 1971.
- Isthmian League Division One (D6) :
  - Vainqueur : 1981.
- FA Trophy :
  - Vainqueur : 1981.